# 元岗街道
元岗街道，是中华人民共和国广东省广州市天河区下辖的一个乡镇级行政单位。

## 行政区划
元岗街道下辖以下地区：
上元岗社区、下元岗社区、中人社区、南兴社区和天源社区。

## 交通

### 地铁
█广州地铁3号线：天河客运站
█广州地铁6号线：天河客运站、长湴站